# Mistrzostwa Świata Juniorów w Saneczkarstwie 1982
1. Mistrzostwa świata juniorów w saneczkarstwie 1982 odbyły się w amerykańskim Lake Placid. Rozegrane zostały trzy konkurencje: jedynki kobiet, jedynki mężczyzn oraz dwójki mężczyzn. W tabeli medalowej najlepsi byli zawodnicy NRD.

## Wyniki

### Jedynki kobiet
| Medal | Zawodniczka      | Narodowość | Czas | Strata |
| ----- | ---------------- | ---------- | ---- | ------ |
|       | Jelena Buslajewa | ZSRR       |      |        |
|       | Christiane König | NRD        |      |        |
|       | Martina Kühnel   | NRD        |      |        |

### Jedynki mężczyzn
| Medal | Zawodnik              | Narodowość | Czas | Strata |
| ----- | --------------------- | ---------- | ---- | ------ |
|       | Hans-Joachim Schurack | NRD        |      |        |
|       | Torsten Görlitzer     | NRD        |      |        |
|       | Franz Lechleitner     | Austria    |      |        |

### Dwójki mężczyzn
| Medal | Zawodnicy                       | Narodowość | Czas | Strata |
| ----- | ------------------------------- | ---------- | ---- | ------ |
|       | Jörg Hoffmann/Jochen Pietzsch   | NRD        |      |        |
|       | Michael Schäder/Frank Trebess   | NRD        |      |        |
|       | Siegfried Federer/Günther Huber | Włochy     |      |        |

## Klasyfikacja medalowa
| Miejsce | Państwo |   |   |   | Razem |
| ------- | ------- | - | - | - | ----- |
| 1.      | NRD     | 2 | 3 | 1 | 6     |
| 2.      | ZSRR    | 1 | 0 | 0 | 1     |
| =3.     | Austria | 0 | 0 | 1 | 1     |
| =3.     | Włochy  | 0 | 0 | 1 | 1     |